# Strupena vrtnica
Strupena vrtnica je kratek kriminalni roman, sestavljen iz devetih poglavij, ki ga je napisala slovenska avtorica Tanja Frumen. Knjiga je izšla leta 2011 pri založbi Murano.
Knjiga Strupena vrtnica je prva knjiga iz serije kriminalk Tanje Frumen.

## Vsebina
Napeta kriminalka govori o enaindvajsetletni Izabeli. Po končani srednji šoli je pričela pisati kriminalke in kmalu postala zelo uspešna. Sama s seboj je bila zadovoljna, saj je počela tisto, kar jo je veselilo. Imela je fanta Andraža, s katerim se je ravnokar razšla. Da bi ga lažje pozabila in imela več časa za pisanje, se je odpravila na počitnice k mamini prijateljici Aniki. Tam je spoznala privlačnega mladeniča Kristijana, ki je bil detektiv, zaposlen na oddelku za umore. Med njima je kmalu preskočila iskrica. 
Na počitnicah so se dogajale čudne stvari. V Anikini hiši se je namreč zgodila serija umorov. Umreti bi morala tudi Izabela, kar pa je preprečil Kristijan, ki je razkrinkal morilca.

## Izdaje in prevodi
Delo je bilo prvič izdano leta 2011 [COBISS]